# Brankica Žilović
Brankica Žilović, née en 1974 à  Užice (Zlatibor), est une artiste française qui vit et travaille à Paris.

## Biographie

### Formation
Brankica Žilović obtient son diplôme de l'École des Beaux-arts de Belgrade en 1998, et son diplôme national d'arts plastiques à l'École nationale supérieure des beaux-arts de Paris en 2002. Après sa formation, elle enseigna à la Parsons School à Paris, à l’école supérieure de Beaux-arts d’Angers TALM puis à LISAA.

### Expositions / Galeries
Elle a notamment été exposée au Salon du Musée de la ville de Belgrade (Belgrade), à la La Gaîté Lyrique (Paris), à la Scène nationale d'Aubusson, à la Novembar Gallery (Belgrade), au Musée Français de la Carte à Jouer (Issy-les-Moulineaux), au Domaine de Chamarande (Chamarande), à la Fondation François Schneider à Wattwiller, au Musée des arts de Chine (Shanghai).
Elle est représentée par la galerie Oniris à Rennes et la galerie Novembar à Belgrade.

## Expositions personnelles (sélection)
- 2025

« Voyage aux contours des Mondes », Maison des arts et de la culture Villa Médicis, Saint-Maur-des-Fossés

« La solitude des cimes », Galerie Oniris, Rennes
- 2024

« De ce Monde », Galerie Julie Caredda, Paris

« Drifting Worlds », Musée de la ville de Belgrade, Belgrade

« Eruptives Worlds », Galerie Novembar, Belgrade

- 2023

« Nos Archipels », Centre d’art contemporain Atelier Estienne, Pont-Scorff
- 2020

« Memory Fileds », Galerie Novembar, Belgrade
- 2019

« Souvenir From Earth », Galerie Laure Roynette, Paris
- 2018

« Paysages croisées », Abbaye mauriste Saint-Florent de Vieil
- 2017

« Paysages croisées », Abbaye mauriste Saint-Florent de Vieil
- 2016

« Incarnation Textiles », Project Space Artéfact, Paris
- 2012

« Hasard, l’imprévue et d’autres aléas », Centre d’art Max Juclier, Villeneuve-la-Garenne
- 2009

« Filanature », Maison des arts de Grand Quevilly, Rouen

« Ariane aux pays de merveilles », Galerie Chaos, Belgrade

« Paysage de rêverie », Galerie 2.13 PM, Saint-Cloud
- 2006

« Couture in Progress », Galerie 2.13 PM, Saint-Cloud
- 2004

« Fashion is everybody’s obsession », Maison des arts de Créteil, Créteil
- 2003

« Robe, Musée de la Dentelle », Caudry

### Télévision
- « Brankica Žilović » [vidéo], sur Tracks (émission de télévision), 2020.